# Gerhard Schloemer
Gerhard Schloemer (* 12. November 1924; † 20. August 2008) war ein deutscher Unternehmer.

## Werdegang
Nach dem Abitur 1942 in Altena wurde Schloemer zum Kriegsdienst einberufen. Er kämpfte an der Ost- und der Westfront und wurde dreimal verwundet. Sein letzter Dienstgrad war Leutnant der Reserve.
Nach Kriegsende und einem einjährigen Betriebspraktikum studierte er 1946 Hüttenkunde an der RWTH Aachen. 1948 wurde er dort Mitglied des Corps Montania. Das Studium schloss er im Wintersemester 1949/50 als Dipl.-Ing. mit Auszeichnung ab. 1951 trat er als Geschäftsführender Gesellschafter in die Metallfabrik Gerhardi & Cie seines Schwiegervaters Carl Steinweg in Lüdenscheid ein. Unter seiner Leitung expandierte das Unternehmen deutlich.
Schloemer war ehrenamtlicher Richter und Vorstandsmitglied im regionalen Arbeitgeberverband. 1972 wurde er Vizepräsident und 1979 Präsident der Südwestfälischen Industrie- und Handelskammer. 1980 wurde er Mitglied im Vorstand der Gesellschaft der Freunde der Fernuniversität in Hagen und förderte die Idee eines berufsbegleitenden Fernstudiums nachhaltig.

## Ehrungen
- Im Zweiten Weltkrieg: Eisernes Kreuz I. Klasse
- 1949: Springorum-Denkmünze der RWTH Aachen
- 24. Mai 1985: Verdienstkreuz 1. Klasse der Bundesrepublik Deutschland
- 1989: Ehrenpräsident der Südwestfälischen Industrie- und Handelskammer
- 1989: Große Friedrich-Harkort-Medaille in Gold der Südwestfälischen Industrie- und Handelskammer
- 1990: Ehrensenator der Fernuniversität Hagen
- 4. Juli 1991: Großes Verdienstkreuz der Bundesrepublik Deutschland